# Creu Coberta (Barcelona)
La Creu Coberta fou una creu de terme situada des del 1344 al coll dels Inforcats (posteriorment conegut com a turó de la Vinyeta), situat aproximadament a la confluència de les actuals avingudes de Mistral i del Paral·lel de Barcelona.
Deu al seu nom a que fou coberta per un templet. Destruïda el 1823 pels liberals, fou novament aixecada i va desaparèixer cap al 1866 durant la reparació de la carretera Reial de Barcelona a Madrid. Esdevingué un paisatge peculiar, ja que des del segle xv fins al 1715 s'hi alçaren algunes de les principals forques de la ciutat, acompanyades d'alguns molins de vent que servien per moldre el blat de la ciutat. Fou lloc d'acampada en els setges a Barcelona durant la Guerra dels Segadors (1641), la Guerra de Successió Espanyola (1713-1714) la guerra del Francès a causa de la seva situació estratègica.
El principal carrer d'Hostafrancs duu el nom de Creu Coberta per aquesta creu, i a la seu del Districte de Sants-Montjuïc hi ha una creu de terme que la rememora.